# Biskupice u Jevíčka (zámek)
Zámek Biskupice u Jevíčka se nachází ve stejnojmenné obci, poprvé uváděné r. 1262 jako majetek olomouckého biskupství a ležící asi 4 km severovýchodně od Jevíčka v okrese Svitavy. Je chráněn jako kulturní památka České republiky.

## Historie

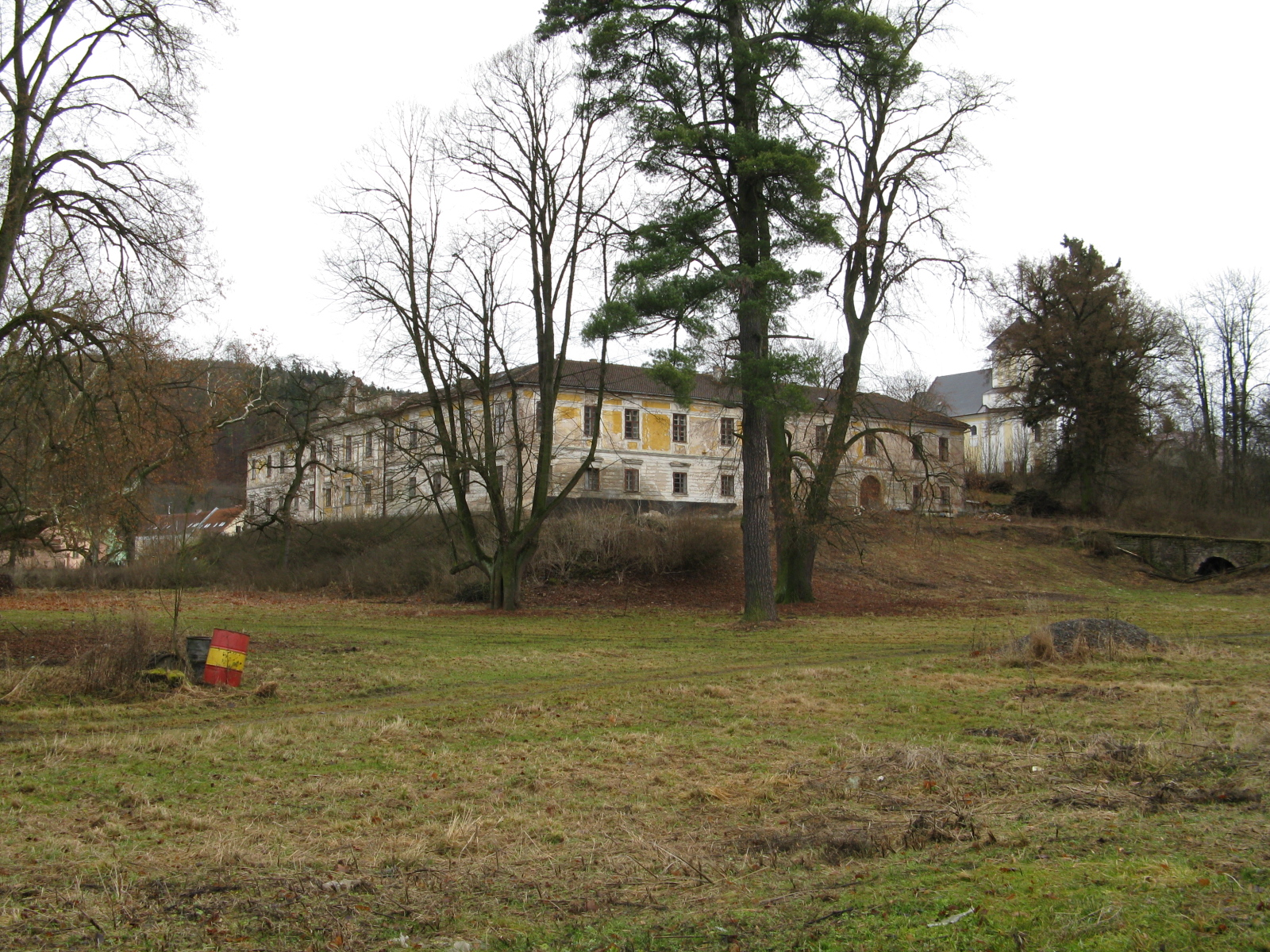
Zámek Biskupice, pohled od západu

- Tvrz postavená někdy na přelomu 15. a 16. století, je poprvé výslovně uváděna v roce 1614, kdy ji koupil i se statkem a do zemských desk nechal zapsat Jaroslav Drahanovský z Pěnčína. Ten unikl pobělohorským konfiskacím jen díky včasnému přestoupení na katolickou víru a štědrou podporou katolické církve. Na konci 17. století byla tvrz však již značně zchátralá.
- Na počátku 18. století na místě této středověké tvrze započal tehdejším majitel statku Zikmund Leopold Sak z Bohuňovic se stavbou prostého trojkřídlého barokního zámku. Ten byl dostavěn r. 1713 a byl obklopen velkou okrasnou zahradou ve francouzském stylu. Ještě téhož roku koupil Biskupice se zámkem hrabě Vilém Vojtěch Libštejnský z Kolovrat.
- V r. 1874 byl velkostatek i se zámkem prodán a zapsán do zemských desk rodu Thurn-Taxisů, kteří jej měli v držení až do r. 1945, kdy byl konfiskován.
- Jednoposchoďový barokní zámek obdélníkového půdorysu, obklopený parkem, stojí na návrší v okrajové části obce. Fasáda o 11 okenních osách má uprostřed tříosý rizalit s pilastry, nad nímž se zvedá barokní štít ozdobený kuželkami. Přízemí od patra odděluje kordónová římsa, okna přízemí jsou opatřena výraznými nadokenními římsami.

## Současnost
Zámek byl částečně opraven r. 1966.
Obec zámek prodala do rukou soukromého majitele (za necelé 2 miliony), ten však po prvotní iniciativě snahu o opravu vzdal a zámek od té doby neúprosně chátrá. V červnu 2014 se ho majitel pokusil prodat za 14,5 milionu Kč, nicméně neúspěšně. V roce 2023 majitel cenu navýšil na 48 milionu Kč. Kolem zámku je zanedbaný a neudržovaný park původně vybudovaný ve francouzském stylu s několika vzácnými dřevinami.